# Branca de Valois
Branca de Valois, nascida Margarida (em francês: Blanche; Fontainebleau, 1316 – Praga, 1 de agosto de 1348) foi rainha da Germânia e Boêmia como a primeira esposa de Carlos IV do Luxemburgo. Ela era a filha mais nova de Carlos de Valois e de sua terceira mulher, Matilde de Châtillon.

## Família
Os avós paternos de Branca eram Filipe III de França e Isabel de Aragão. Os avós maternos eram Guido IV de Saint-Pol e Maria da Bretanha, neta do rei Henrique III de Inglaterra e de Leonor da Provença.
Maria era filha de João II da Bretanha e de Beatriz de Inglaterra. Beatriz era filha de Henrique III de Inglaterra e de Leonor da Provença.
Branca era irmã de Isabel de Valois, que se casou com Pedro I de Bourbon e que foi mãe de Joana de Bourbon, Rainha de França. A sua outra irmã era Maria de Valois que se casou com Carlos da Calábria. Maria foi mãe de Joana I de Nápoles.

## Casamento e descendência
Em 1328, Branca casou com Carlos da Boémia. O seu  esposo era o filho primogénito de João I da Boémia e de Isabel da Boémia.
Carlos e Branca tiveram a seguinte descendência:
- Margarida da Boémia (1335–1349). Casou-se com Luís I da Hungria.
- Catarina da Boêmia (19 de Agosto de 1342 – 26 de Abril de 1395). Ela casou primeiro com Rodolfo IV da Áustria e depois com Otão V da Baviera.

A 11 de Julho de 1346, Carlos foi eleito Rei da Germânia em oposição a Luís IV da Baviera. A sua eleição foi apoiada pelo Papa Clemente VI, que estava também em conflito com Luís.
Enquanto que o conflito com a Germânia continuava, o sogro de Branca, João I da Boémia estava aliado a Filipe VI de França. João foi morto na Batalha de Crécy (26 de Agosto de 1346). Carlos conseguiu escapar à Batalha, e tornou-se rei da Boémia, sucedendo ao pai. Foi assim que Branca se tornou Rainha consorte da Boémia.

## Morte
A 11 de Outubro de 1347, Luís IV faleceu repentinamente, e Carlos ganhou o reconhecimento como Rei da Germânia. Porém, Branca faleceu antes da coroação do esposo, a 25 de Julho de 1349.

## Tesouro de Środa

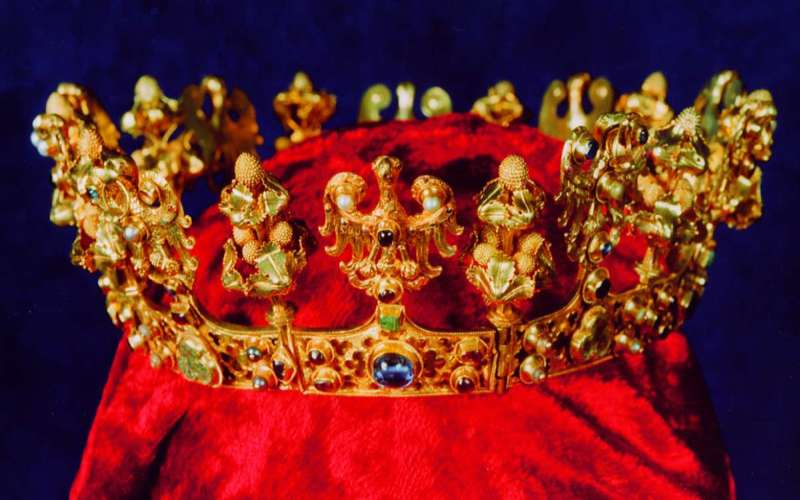
Provável coroa de Branca, encontrada no Tesouro de Środa.

Em 8 de junho de 1985, durante a demolição de um antigo prédio na cidade de Środa Śląska, na Polônia, foi encontrado um tesouro contendo diversas moedas de ouro e prata, dois pingentes, três anéis, um broche e uma coroa dourada feminina que provavelmente pertencia à Rainha Branca.

## Galeria

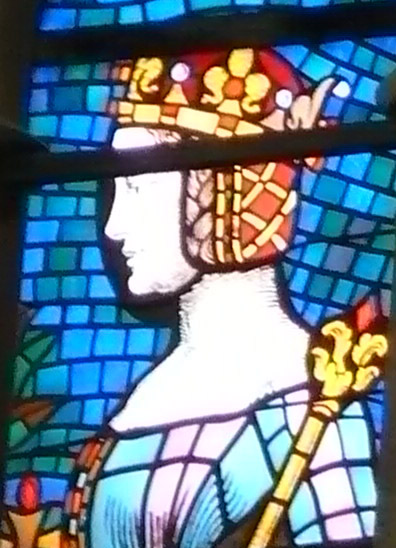
Representação de Branca num vitral da Catedral de São Vito.
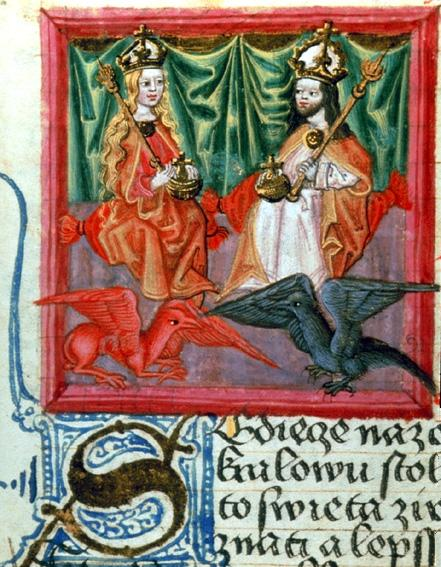
Branca e o seu esposo, Carlos da Boémia.
Brasão de seu marido, Carlos IV.